# Polska na Letnich Igrzyskach Olimpijskich 1992
| Występy Polaków na Letnich Igrzyskach Olimpijskich 1992 |     |       |        |      |      |      |      |      |      |        |
| Sportowcy                                               | Lp. | złoto | srebro | brąz | 4 m. | 5 m. | 6 m. | 7 m. | 8 m. | Punkty |
| 205                                                     | 19. | 3     | 6      | 10   | 7    | 6    | 7    | 12   | 8    | 228    |

## Zdobyte medale
| Medale według dni | Medale według dni | Medale według dni | Medale według dni | Medale według dni | Medale według dni | Medale według dni |
| ----------------- | ----------------- | ----------------- | ----------------- | ----------------- | ----------------- | ----------------- |
| Dzień             | Data              |                   |                   |                   |                   |                   |
| Dzień 0           | 25.07             | –                 | –                 | –                 | –                 |                   |
| Dzień 1           | 26.07             | 0                 | 0                 | 0                 | 0                 |                   |
| Dzień 2           | 27.07             | 0                 | 1                 | 0                 | 1                 |                   |
| Dzień 3           | 28.07             | 0                 | 0                 | 0                 | 0                 |                   |
| Dzień 4           | 29.07             | 3                 | 1                 | 0                 | 4                 |                   |
| Dzień 5           | 30.07             | 0                 | 1                 | 1                 | 2                 |                   |
| Dzień 6           | 31.07             | 0                 | 0                 | 0                 | 0                 |                   |
| Dzień 7           | 01.08             | 0                 | 0                 | 3                 | 3                 |                   |
| Dzień 8           | 02.08             | 0                 | 0                 | 2                 | 2                 |                   |
| Dzień 9           | 03.08             | 0                 | 1                 | 0                 | 1                 |                   |
| Dzień 10          | 04.08             | 0                 | 0                 | 0                 | 0                 |                   |
| Dzień 11          | 05.08             | 0                 | 0                 | 1                 | 1                 |                   |
| Dzień 12          | 06.08             | 0                 | 0                 | 0                 | 0                 |                   |
| Dzień 13          | 07.08             | 0                 | 1                 | 2                 | 3                 |                   |
| Dzień 14          | 08.08             | 0                 | 1                 | 1                 | 2                 |                   |
| Dzień 15          | 09.08             | 0                 | 0                 | 0                 | 0                 |                   |

| Medal  | Zawodnik | Dyscyplina           | Konkurencja                     | Rezultat | Data       |
| ------ | --- | -------------------- | ------------------------------- | -------- | ---------- |
| Złoto  | Arkadiusz Skrzypaszek | Pięciobój nowoczesny | indywidualnie                   | 5559     | 29 lipca   |
| Złoto  | Maciej Czyżowicz Dariusz Goździak Arkadiusz Skrzypaszek | Pięciobój nowoczesny | drużynowo                       | 16018    | 29 lipca   |
| Złoto  | Waldemar Legień | Judo                 | waga średnia                    | koka     | 29 lipca   |
| Srebro | Rafał Szukała | Pływanie             | 100 m stylem motylkowym         | 53,35    | 27 lipca   |
| Srebro | Józef Tracz | Zapasy               | styl klasyczny, waga półśrednia | 3:6      | 29 lipca   |
| Srebro | Piotr Stępień | Zapasy               | styl klasyczny, waga średnia    | 1:6      | 30 lipca   |
| Srebro | Krzysztof Siemion | Podnoszenie ciężarów | waga półciężka                  | 370,0    | 3 sierpnia |
| Srebro | Maciej Freimut Wojciech Kurpiewski | Kajakarstwo          | dwójka 500 m                    | 1:29,84  | 7 sierpnia |
| Srebro | Dariusz Adamczuk Marek Bajor Jerzy Brzęczek Dariusz Gęsior Marcin Jałocha Andrzej Juskowiak Aleksander Kłak Andrzej Kobylański Dariusz Koseła Wojciech Kowalczyk Marek Koźmiński Tomasz Łapiński Grzegorz Mielcarski Arkadiusz Onyszko Ryszard Staniek Dariusz Szubert Piotr Świerczewski Mirosław Waligóra Tomasz Wałdoch Tomasz Wieszczycki | Piłka nożna          | turniej mężczyzn                | 2:3      | 8 sierpnia |
| Brąz   | Małgorzata Książkiewicz | Strzelectwo          | karabin małokalibrowy 3 postawy | 681,5    | 30 lipca   |
| Brąz   | Wojciech Jankowski Maciej Łasicki Jacek Streich Tomasz Tomiak Michał Cieślak (sternik) | Wioślarstwo          | czwórka ze sternikiem           | 6.03,27  | 1 sierpnia |
| Brąz   | Kajetan Broniewski | Wioślarstwo          | jedynka                         | 6.56,82  | 1 sierpnia |
| Brąz   | Sergiusz Wołczaniecki | Podnoszenie ciężarów | waga lekkociężka                | 392,5    | 1 sierpnia |
| Brąz   | Artur Partyka | Lekkoatletyka        | skok wzwyż                      | 2,34     | 2 sierpnia |
| Brąz   | Waldemar Malak | Podnoszenie ciężarów | waga ciężka                     | 400,0    | 2 sierpnia |
| Brąz   | Piotr Kiełpikowski Adam Krzesiński Cezary Siess Ryszard Sobczak Marian Sypniewski | Szermierka           | floret drużynowo                | 9:4      | 5 sierpnia |
| Brąz   | Izabela Dylewska | Kajakarstwo          | jedynka 500 m                   | 1:52,36  | 7 sierpnia |
| Brąz   | Wojciech Bartnik | Boks                 | waga półciężka                  | 6:8      | 7 sierpnia |
| Brąz   | Dariusz Białkowski Grzegorz Kotowicz | Kajakarstwo          | dwójka 1000 m                   | 3:18,86  | 8 sierpnia |

### Indywidualna klasyfikacja medalowa
| Lp. | Zawodnik                | Dyscyplina           | złoto | srebro | brąz |   |
| --- | ----------------------- | -------------------- | ----- | ------ | ---- | - |
| 1   | Arkadiusz Skrzypaszek   | pięciobój nowoczesny | 2     | 0      | 0    | 2 |
| 2   | Dariusz Goździak        | pięciobój nowoczesny | 1     | 0      | 0    | 1 |
| 2   | Maciej Czyżowicz        | pięciobój nowoczesny | 1     | 0      | 0    | 1 |
| 2   | Waldemar Legień         | judo                 | 1     | 0      | 0    | 1 |
| 3   | Maciej Freimut          | kajakarstwo          | 0     | 1      | 0    | 1 |
| 3   | Wojciech Kurpiewski     | kajakarstwo          | 0     | 1      | 0    | 1 |
| 3   | Rafał Szukała           | pływanie             | 0     | 1      | 0    | 1 |
| 3   | Krzysztof Siemion       | podnoszenie ciężarów | 0     | 1      | 0    | 1 |
| 3   | Józef Tracz             | zapasy               | 0     | 1      | 0    | 1 |
| 3   | Piotr Stępień           | zapasy               | 0     | 1      | 0    | 1 |
| 3   | Dariusz Adamczuk        | piłka nożna          | 0     | 1      | 0    | 1 |
| 3   | Marek Bajor             | piłka nożna          | 0     | 1      | 0    | 1 |
| 3   | Jerzy Brzęczek          | piłka nożna          | 0     | 1      | 0    | 1 |
| 3   | Dariusz Gęsior          | piłka nożna          | 0     | 1      | 0    | 1 |
| 3   | Marcin Jałocha          | piłka nożna          | 0     | 1      | 0    | 1 |
| 3   | Andrzej Juskowiak       | piłka nożna          | 0     | 1      | 0    | 1 |
| 3   | Aleksander Kłak         | piłka nożna          | 0     | 1      | 0    | 1 |
| 3   | Andrzej Kobylański      | piłka nożna          | 0     | 1      | 0    | 1 |
| 3   | Wojciech Kowalczyk      | piłka nożna          | 0     | 1      | 0    | 1 |
| 3   | Marek Koźmiński         | piłka nożna          | 0     | 1      | 0    | 1 |
| 3   | Tomasz Łapiński         | piłka nożna          | 0     | 1      | 0    | 1 |
| 3   | Grzegorz Mielcarski     | piłka nożna          | 0     | 1      | 0    | 1 |
| 3   | Ryszard Staniek         | piłka nożna          | 0     | 1      | 0    | 1 |
| 3   | Piotr Świerczewski      | piłka nożna          | 0     | 1      | 0    | 1 |
| 3   | Mirosław Waligóra       | piłka nożna          | 0     | 1      | 0    | 1 |
| 3   | Dariusz Koseła          | piłka nożna          | 0     | 1      | 0    | 1 |
| 3   | Arkadiusz Onyszko       | piłka nożna          | 0     | 1      | 0    | 1 |
| 3   | Dariusz Szubert         | piłka nożna          | 0     | 1      | 0    | 1 |
| 3   | Tomasz Wieszczycki      | piłka nożna          | 0     | 1      | 0    | 1 |
| 3   | Tomasz Wałdoch          | piłka nożna          | 0     | 1      | 0    | 1 |
| 4   | Wojciech Bartnik        | boks                 | 0     | 0      | 1    | 1 |
| 4   | Grzegorz Kotowicz       | kajakarstwo          | 0     | 0      | 1    | 1 |
| 4   | Dariusz Białkowski      | kajakarstwo          | 0     | 0      | 1    | 1 |
| 4   | Izabela Dylewska        | kajakarstwo          | 0     | 0      | 1    | 1 |
| 4   | Artur Partyka           | skok wzwyż           | 0     | 0      | 1    | 1 |
| 4   | Sergiusz Wołczaniecki   | podnoszenie ciężarów | 0     | 0      | 1    | 1 |
| 4   | Waldemar Malak          | podnoszenie ciężarów | 0     | 0      | 1    | 1 |
| 4   | Małgorzata Książkiewicz | strzelectwo          | 0     | 0      | 1    | 1 |
| 4   | Piotr Kiełpikowski      | szermierka           | 0     | 0      | 1    | 1 |
| 4   | Adam Krzesiński         | szermierka           | 0     | 0      | 1    | 1 |
| 4   | Cezary Siess            | szermierka           | 0     | 0      | 1    | 1 |
| 4   | Ryszard Sobczak         | szermierka           | 0     | 0      | 1    | 1 |
| 4   | Marian Sypniewski       | szermierka           | 0     | 0      | 1    | 1 |
| 4   | Kajetan Broniewski      | wioślarstwo          | 0     | 0      | 1    | 1 |
| 4   | Wojciech Jankowski      | wioślarstwo          | 0     | 0      | 1    | 1 |
| 4   | Maciej Łasicki          | wioślarstwo          | 0     | 0      | 1    | 1 |
| 4   | Jacek Streich           | wioślarstwo          | 0     | 0      | 1    | 1 |
| 4   | Tomasz Tomiak           | wioślarstwo          | 0     | 0      | 1    | 1 |
| 4   | Michał Cieślak          | wioślarstwo          | 0     | 0      | 1    | 1 |

## Występy Polaków

### Badminton
- Katarzyna Krasowska – odpadła w 2. rundzie
- Bożena Bąk – odpadła w 2. rundzie
- Wioletta Wilk – odpadła w 1. rundzie
- Bożena Bąk, Wioletta Wilk – 9.-16. miejsce
- Bożena Haracz, Beata Syta – odpadły w 1. rundzie
- Jacek Hankiewicz – odpadł w 1. rundzie

### Boks
- Andrzej Rżany – waga papierowa, przegrał 1. walkę (1. eliminacja)
- Leszek Olszewski – waga musza, przegrał 1. walkę (1. eliminacja)
- Robert Ciba – waga kogucia, przegrał 1. walkę (1. eliminacja)
- Dariusz Snarski – waga lekka, przegrał 2. walkę (2. eliminacja)
- Wiesław Małyszko – waga półśrednia, przegrał 1. walkę (1. eliminacja)
- Robert Buda – waga średnia, przegrał 1. walkę (1. eliminacja)
- Wojciech Bartnik – waga półciężka, 3.-4. miejsce (brązowy medal)
- Krzysztof Rojek – waga ciężka, przegrał 1. walkę (1. eliminacja)

### Gimnastyka artystyczna
- Joanna Bodak – wielobój, 7. miejsce
- Eliza Białkowska – wielobój, 15. miejsce

### Jeździectwo
- Jacek Krukowski – WKKW, 33. miejsce
- Piotr Piasecki – WKKW, 35. miejsce
- Bogusław Jarecki – WKKW, 42. miejsce
- Arkadiusz Bachur – WKKW, 50. miejsce
- Drużyna (Krukowski, Piasecki, Jarecki, Bachur) – WKKW, 9. miejsce

### Judo
- Małgorzata Roszkowska – waga musza, przegrała 1. walkę (2. eliminacja)
- Maria Gontowicz-Szałas – waga lekka, 7.-8. miejsce
- Bogusława Olechnowicz – waga półśrednia, przegrała 1. walkę (1. eliminacja)
- Katarzyna Juszczak – waga półciężka, 7.-8. miejsce
- Beata Maksymow – waga ciężka, 5.-6. miejsce
- Piotr Kamrowski – waga musza, odpadł w repasażach
- Wiesław Błach – waga lekka, 7.-8. miejsce
- Krzysztof Kamiński – waga półśrednia, przegrał 2. walkę (3. eliminacja)
- Waldemar Legień – waga średnia, 1. miejsce (złoty medal)
- Paweł Nastula – waga półciężka, 5.-6. miejsce
- Rafał Kubacki – waga ciężka, odpadł w repasażach

### Kajakarstwo
- Izabela Dylewska – K-1 500 m, 3. miejsce (brązowy medal)
- Izabela Dylewska, Elżbieta Urbańczyk – K-2 500 m, 6. miejsce
- Bogusława Knapczyk – K-1 slalom górski, 19. miejsce
- Grzegorz Kotowicz – K-1 500 m, odpadł w półfinale
- Maciej Freimut, Wojciech Kurpiewski – K-2 500 m, 2. miejsce (srebrny medal)
- Grzegorz Kotowicz, Dariusz Białkowski – K-2 1000 m, 3. miejsce (brązowy medal)
- Maciej Freimut, Wojciech Kurpiewski, Grzegorz Kaleta, Grzegorz Krawców – K-4 1000 m, 6. miejsce
- Mariusz Walkowiak – C-1 500 m, odpadł w półfinale
- Tomasz Darski – C-1 1000 m, odpadł w półfinale
- Tomasz Darski, Andrzej Sołoducha – C-2 500 m, odpadli w półfinale
- Dariusz Koszykowski, Mariusz Walkowiak – C-2 1000 m, odpadli w półfinale
- Grzegorz Sarata – C-1 slalom górski, 13. miejsce
- Zbigniew Miązek – C-1 slalom górski, 15. miejsce
- Krzysztof Bieryt – C-1 slalom górski, 27. miejsce
- Krzysztof Kołomański, Michał Staniszewski – C-2 slalom górski, 10. miejsce

### Kolarstwo
- Grzegorz Krejner – tor, 1000 m ze startu zatrzymanego, 20. miejsce
- Robert Karśnicki – tor, 4000 m na dochodzenie, 13. miejsce
- Wojciech Pawlak – tor, wyścig punktowy 50 km, 12. miejsce
- Andrzej Sypytkowski – szosa, 6. miejsce
- Jacek Mickiewicz – szosa, 22. miejsce
- Zbigniew Piątek – szosa, 55 miejsce
- Dariusz Baranowski, Marek Leśniewski, Grzegorz Piwowarski, Andrzej Sypytkowski – szosa drużynowo na czas, 6. miejsce

### Lekkoatletyka
- Małgorzata Rydz – 1500 m, 7. miejsce
- Anna Brzezińska – 1500 m, odpadła w półfinale
- Wanda Panfil-González – maraton, 22. miejsce
- Małgorzata Birbach – maraton, 26. miejsce
- Donata Jancewicz – skok wzwyż, 10. miejsce
- Beata Hołub – skok wzwyż, odpadła w eliminacjach
- Katarzyna Majchrzak – skok wzwyż, odpadła w eliminacjach
- Agata Karczmarek – skok w dal, 11. miejsce
- Krystyna Danilczyk – pchnięcie kulą, 10. miejsce
- Genowefa Patla – rzut oszczepem, odpadła w eliminacjach
- Katarzyna Radtke – chód na 10 km, 11. miejsce
- Beata Kaczmarska – chód na 10 km, 17. miejsce
- Urszula Włodarczyk – siedmiobój, 8. miejsce
- Maria Kamrowska – siedmiobój, 10. miejsce
- Piotr Piekarski – 800 m, odpadł w półfinale
- Jan Huruk – maraton, 7. miejsce
- Leszek Bebło – maraton, 20. miejsce
- Wiesław Perszke – maraton, 21. miejsce
- Paweł Woźniak – 400 m przez płotki, odpadł w eliminacjach
- Artur Partyka – skok wzwyż, 3.-5. miejsce (brązowy medal)
- Roman Golanowski – skok w dal, odpadł w eliminacjach
- Eugeniusz Bedeniczuk – trójskok, 12. miejsce
- Andrzej Grabarczyk – trójskok, odpadł w eliminacjach
- Robert Korzeniowski – chód na 20 km, nie ukończył (dyskwalifikacja); chód na 50 km, nie ukończył (dyskwalifikacja)

### Łucznictwo
- Joanna Nowicka – 10. miejsce
- Edyta Korotkin – 32. miejsce
- Iwona Okrzesik-Kotajny – 50. miejsce
- Drużyna (Nowicka, Korotkin, Okrzesik) – 16. miejsce
- Jacek Gilewski – 36. miejsce
- Konrad Kwiecień – 44. miejsce
- Sławomir Napłoszek – 54. miejsce
- Drużyna (Gilewski, Kwiecień, Napłoszek) – 10. miejsce

### Pięciobój nowoczesny
- Arkadiusz Skrzypaszek – 1. miejsce (złoty medal)
- Maciej Czyżowicz – 10. miejsce
- Dariusz Goździak – 19. miejsce
- Drużyna (Skrzypaszek, Czyżowicz, Goździak) – 1. miejsce (złoty medal)

### Piłka nożna
- Aleksander Kłak, Tomasz Łapiński, Marek Koźmiński, Tomasz Wałdoch, Dariusz Adamczuk, Marek Bajor, Marcin Jałocha, Dariusz Gęsior, Piotr Świerczewski, Jerzy Brzęczek, Ryszard Staniek, Andrzej Juskowiak, Wojciech Kowalczyk, Grzegorz Mielcarski, Andrzej Kobylański, Mirosław Waligóra, Dariusz Koseła – 2. miejsce (srebrny medal)

### Pływanie
- Małgorzata Galwas – 100 m stylem grzbietowym, odpadła w eliminacjach (29. czas); 200 m stylem grzbietowym, odpadła w eliminacjach (26. czas)
- Marta Włodkowska – 200 m stylem grzbietowym, odpadła w eliminacjach (38. czas); 400 m stylem zmiennym, odpadła w eliminacjach (24. czas)
- Magdalena Kupiec – 100 m stylem klasycznym, 10. miejsce; 200 m stylem klasycznym, 15. miejsce
- Alicja Pęczak – 100 m stylem klasycznym, 11. miejsce; 200 m stylem klasycznym, 8. miejsce; 200 m stylem zmiennym, 11. miejsce
- Anna Uryniuk – 100 m stylem motylkowym, odpadła w eliminacjach (22. czas); 200 m stylem motylkowym, 12. miejsce
- Ewa Synowska – 200 m stylem motylkowym, 11. miejsce; 200 m stylem zmiennym, 8. miejsce; 400 m stylem zmiennym, 8. miejsce
- Krzysztof Cwalina – 50 m stylem dowolnym, odpadł w eliminacjach (18. czas); 100 m stylem dowolnym, odpadł w eliminacjach (35. czas)
- Artur Wojdat – 200 m stylem dowolnym, 4. miejsce; 400 m stylem dowolnym, 4. miejsce
- Mariusz Podkościelny – 400 m stylem dowolnym, 15. miejsce; 1500 m stylem dowolnym, odpadł w eliminacjach (10. czas)
- Piotr Albiński – 1500 m stylem dowolnym, odpadł w eliminacjach (9. czas)
- Rafał Szukała – 100 m stylem motylkowym, 2. miejsce (srebrny medal) ; 200 m stylem motylkowym, 4. miejsce
- Konrad Gałka – 100 m stylem motylkowym, odpadł w eliminacjach (55. czas); 200 m stylem motylkowym, odpadł w eliminacjach (18. czas)
- Marcin Maliński – 200 m stylem zmiennym, odpadł w eliminacjach (20. czas); 400 m stylem zmiennym, 14. miejsce
- Igor Łuczak – 200 m stylem zmiennym, odpadł w eliminacjach (29. czas); 400 m stylem zmiennym, odpadł w eliminacjach (20. czas)
- Mariusz Podkościelny, Artur Wojdat, Piotr Albiński, Krzysztof Cwalina – sztafeta 4 × 200 m stylem dowolnym, odpadła w eliminacjach (13. czas)

### Podnoszenie ciężarów
- Marek Gorzelniak – waga kogucia, 8. miejsce
- Andrzej Kozłowski – waga średnia, 4. miejsce
- Włodzimierz Chlebosz – waga średnia, 7. miejsce
- Krzysztof Siemion – waga półciężka, 2. miejsce (srebrny medal)
- Andrzej Cofalik – waga półciężka, 10. miejsce
- Sergiusz Wołczaniecki – waga lekkociężka, 3. miejsce (brązowy medal)
- Waldemar Malak – waga ciężka I, 3. miejsce (brązowy medal)
- Dariusz Osuch – waga ciężka II, 5. miejsce
- Piotr Banaszak – waga ciężka II, nie ukończył

### Skoki do wody
- Grzegorz Kozdrański – trampolina, odpadł w eliminacjach (32. miejsce); wieża, odpadł w eliminacjach (22. miejsce)

### Strzelectwo
- Julita Macur – pistolet sportowy 25 m, 8. miejsce; pistolet pneumatyczny 10 m, 39.-41 miejsce
- Mirosława Sagun – pistolet pneumatyczny 10 m, 8. miejsce
- Małgorzata Książkiewicz – karabinek sportowy 3 postawy 50 m, 3. miejsce (brązowy medal) ; karabinek pneumatyczny 10 m, 23.-27. miejsce
- Renata Mauer – karabinek sportowy 3 postawy 50 m, 14.-16. miejsce; karabinek pneumatyczny 10 m, 17.-22. miejsce
- Jerzy Pietrzak – pistolet dowolny 50 m, 9. miejsce; pistolet pneumatyczny 10 m, 6. miejsce
- Paweł Hadrych – pistolet pneumatyczny 10 m, 29.-30. miejsce
- Krzysztof Kucharczyk – pistolet szybkostrzelny 25 m, 4. miejsce
- Adam Kaczmarek – pistolet szybkostrzelny 25 m, 7. miejsce
- Tadeusz Czerwiński – karabinek sportowy trzy postawy 50 m, 14.-15. miejsce; karabinek sportowy leżąc 50 m, 18.-23. miejsce
- Jacek Kubka – karabinek sportowy trzy postawy 50 m, 35.-36. miejsce; karabinek sportowy leżąc 50 m, 43.-47. miejsce
- Robert Kraskowski – karabinek pneumatyczny 10 m, 13.-17. miejsce
- Dorota Chytrowska-Mika – rzutki skeet, 25.-32. miejsce

### Szermierka
- Anna Sobczak – floret, 11. miejsce
- Barbara Szewczyk – floret, 20. miejsce
- Monika Maciejewska – floret, 27. miejsce
- Katarzyna Felusiak, Monika Maciejewska, Anna Sobczak, Barbara Szewczyk, Agnieszka Szuchnicka – floret, 8. miejsce
- Marian Sypniewski – floret, 6. miejsce
- Piotr Kiełpikowski – floret, 15. miejsce
- Adam Krzesiński – floret, 44. miejsce
- Piotr Kiełpikowski, Adam Krzesiński, Cezary Siess, Ryszard Sobczak, Marian Sypniewski – floret, 3. miejsce (brązowy medal)
- Sławomir Nawrocki – szpada, 32. miejsce
- Maciej Ciszewski – szpada, 37. miejsce
- Witold Gadomski – szpada, 56. miejsce
- Maciej Ciszewski, Witold Gadomski, Sławomir Nawrocki, Marek Stępień, Sławomir Zwierzyński – szpada, 12. miejsce
- Robert Kościelniakowski – szabla, 7. miejsce
- Janusz Olech – szabla, 12. miejsce
- Marek Gniewkowski – szabla, 19. miejsce
- Marek Gniewkowski, Norbert Jaskot, Jarosław Kisiel, Robert Kościelniakowski, Janusz Olech – szabla, 6. miejsce

### Tenis
- Katarzyna Nowak – odpadła w 1/32 finału
- Magdalena Mróz, Katarzyna Teodorowicz – odpadły w 1/16 finału

### Tenis stołowy
- Andrzej Grubba – odpadł w 1/8 finału
- Piotr Skierski – odpadł w eliminacjach grupowych
- Andrzej Grubba, Leszek Kucharski – odpadli w eliminacjach grupowych

### Wioślarstwo
- Kajetan Broniewski – jedynki, 3. miejsce (brązowy medal)
- Tomasz Mruczkowski, Piotr Basta, Bartosz Sroga (sternik) – dwójki ze sternikiem, 7. miejsce
- Andrzej Krzepiński, Andrzej Marszałek – dwójki podwójne, 5. miejsce
- Maciej Łasicki, Tomasz Tomiak, Wojciech Jankowski, Jacek Streich. Michał Cieślak (sternik) – czwórki ze sternikiem (brązowy medal)
- Marek Gawkowski, Piotr Bujnarowski, Cezary Jędrzycki, Jarosław Janowski – czwórki podwójne, 11. miejsce

### Zapasy
- Włodzimierz Zawadzki – styl klasyczny, waga piórkowa, 4. miejsce
- Ryszard Wolny – styl klasyczny, waga lekka, 7. miejsce
- Józef Tracz – styl klasyczny, waga półśrednia, 2. miejsce (srebrny medal)
- Piotr Stępień – styl klasyczny, waga średnia, 2. miejsce (srebrny medal)
- Andrzej Wroński – styl klasyczny, waga ciężka, 4. miejsce
- Jerzy Choromański – styl klasyczny, waga superciężka, 9. miejsce
- Stanisław Szostecki – styl wolny, waga papierowa, odpadł w eliminacjach
- Dariusz Grzywiński – styl wolny, waga piórkowa, odpadł w eliminacjach
- Krzysztof Walencik – styl wolny, waga półśrednia, 5. miejsce
- Robert Kostecki – styl wolny, waga średnia, 17. miejsce
- Marek Garmulewicz – styl wolny, waga półciężka, 7. miejsce
- Andrzej Radomski – styl wolny, waga ciężka, 5. miejsce
- Tomasz Kupis – styl wolny, waga superciężka, odpadł w eliminacjach

### Żeglarstwo
- Joanna Burzyńska – windsurfing Lechner, 9. miejsce
- Piotr Olewiński – windsurfing Lechner, 28. miejsce
- Marek Chocian, Zdzisław Staniul – 470, 21. miejsce